# Николов, Любен (футболист)
Любен Николов (болг. Любен Николов; род. 8 сентября 1985, София) — болгарский футболист, защитник. В настоящее время помощник главного тренера в клубе «Царско село».

## Клубная карьера
Выступал в Болгарии, преимущественно во втором по значимости дивизионе (Б группа).
В марте 2013 года перешёл в брестское «Динамо». В брестском клубе сразу закрепился в основе на позиции центрального защитника, где прочно играл в течение всего сезона. В октябре того же года получил травму, через месяц вернулся на поле.
В сезоне 2014 продолжал быть основным центральным защитником. В матче 18-го тура против минского «Динамо» (20 июля, 1:3) на 14-й минуте причинил тяжелую травму Артему Быкову, за что после матча получил шестиматчевую дисквалификацию. 13 августа брестское «Динамо» обжаловало решение дисквалификации в Белорусской федерации футбола, но апелляционный комитет оставил решение без изменений. Позже снова занял своё место в центре защиты.
В декабре 2014 года перешёл в таиландский клуб «Сисакет». Спустя чуть меньше полугода, Любен сообщил белорусскому изданию «Трибуна», что «Динамо» так и не рассчиталось с футболистом.